# Topoklimat
Topoklimat (mezoklimat, klimat lokalny) – klimat kształtowany przez warunki miejscowe, takie jak: ukształtowanie terenu, roślinność, stosunki wodne i zagospodarowanie przestrzenne. Można mówić o topoklimacie kompleksów leśnych, wzniesień i zagłębień terenu, obszarów podmokłych, miast itp.
Wyróżnia się topoklimaty form wypukłych, płaskich i wklęsłych.